# Thranius granulatus
Thranius granulatus es una especie de escarabajo longicornio del género Thranius, tribu Thraniini, subfamilia Cerambycinae. Fue descrita científicamente por Pic en 1922.

## Descripción
Mide 18-25 milímetros de longitud.

## Distribución
Se distribuye por Laos y Tailandia.